# 关东州 (日本)
关东州（日语：〔〕／ Kantō shū */?），國民政府时期稱旅大租借地，是1905年至1945年間中国东北辽东半岛南部的一个日本租借地，前身為俄羅斯帝國租借地关东州，包括军事和经济上占有重要地位的旅顺口港（亚瑟港）和大连港（达里尼港），1945年8月之后成为苏军占领区，直至1955年才完全返還中華人民共和國。

## 名称含义
中国方面，早年将其称为“旅大租地”（例如1898年《旅大租地条约》、《续订旅大租地条约》）、“辽东半岛租地”（1898年《东省铁路公司续订合同》）等，在吸收日语“租借地”后，逐渐使用“旅大租借地”。至1923年要求归还旅大运动时，“旅大租借地”一词已经为中国社会广泛使用，学术界也逐渐严格区分租界和租借地。:9-10
日本接管辽东半岛时，沿袭俄罗斯的用法称该地为关东州，“关东”意为位于山海关以东。

## 历史
1895年日本在甲午战争中打败清朝后，本來已經通过《马关条约》割取辽东半岛，但俄國为保障自己在整个满洲地区的利益，随即联合德國和法國对日本进行外交施压，即“三国干涉还辽”。11月8日日本妥協，中、日雙方正式簽訂了《遼南條約》，清廷贖回了遼東半島。
1898年，俄罗斯隨後逼迫清政府與自己签订《旅大租借条约》，順利獨吞旅大地区租借權，建立关东州，此舉引發日本不快。
1905年9月5日，日俄战争爆發隨後以日本的勝利告終，雙方簽訂《朴茨茅斯和约》，日本終於取代俄國，正式接管關東州租借地，将亚瑟港改回原名旅順，达里尼改为大連。日本还在1905年获得从长春到沈阳间长885km的南满铁路的两侧地带的治外法权，即满铁附属地。这些权力连同铁路及其支线转交给了满铁:1。为管理这一租借地，设立了关东都督府和满铁守备队，即后来的关东军，成为满洲国建国的工具。
1915年日本與中國北洋政府簽訂“二十一条”中，关东租借地租期延长至99年，即截止于1997年。
1932年由日本控制的满洲国成立后，日本向满洲国租借關東州。1937年日本和满洲国达成了新租借协议，将满铁附属地行政權交给满洲国，但仍保留关东州于名义上独立的满洲国之外，直至1945年二战结束日本投降。
二战后，苏联接管关东州，将旅顺军港作为其海军基地。日后，中华人民共和国方面将苏占旅大称为「特殊解放区」。1946年，中共建立大连市、旅顺市、金县、大连县——四个地方政权。此时，大连市区除海滨外，四周均划入大连县。后建立旅大行署区。苏占旅大限于旅顺军港等地。1953年约瑟夫·斯大林去世後，翌年赫魯晓夫訪問中國大陸，並承诺将旅順軍港歸還。1955年，苏联将关东州交還中华人民共和国政府。从此关东州租借地成为历史。

## 行政
1919年重组机构后，满铁守备队改为关东军，脱离地方民政，改属关东厅。关东厅初期直属于日本内阁总理大臣，后隶属拓务省。
關東州日治時期下设大连、旅顺、金州、貔子窝、普兰店5个民政署和大连、旅顺2个市，后于1938年4月改为2个市、4个民政署。

## 经济
大连是關東州大规模投资的集中地，亦为南满洲（辽南）的第一大城市。来此的日本公司奠定了这里的工业基础，并将一个普通的天然港湾建设为一流港口。大连港的设施及其自由港的地位使之成为满洲地区主要贸易口岸。满铁总部位于大连，其部分利润用于大连的现代城市规划和建设，包括医院、学校和大型工业区建设:106。

### 貨幣
關東州使用日屬朝鮮央行的朝鮮銀行所發行的朝鮮圓。日本銀行所發行的日圓也保證可以等值兌換，然而朝鮮圓無法在日本內地使用。

## 人口、面积
1935年國勢調查结果如下。
| 地方               | 面積 (km²) | 人口 (人) | 人口 (人) | 人口 (人) | 人口 (人) | 人口 (人) | 人口 (人) | 人口 (人) | 人口 (人) | 人口 (人) | 人口 (人) | 人口密度 (人/km²) |
| 地方               | 面積 (km²) | 中國大陸  | 中國大陸  | 日本      | 日本      | 朝鮮      | 臺灣      | 樺太      | 外國籍    | 外國籍    | 計        | 人口密度 (人/km²) |
| 地方               | 面積 (km²) | 滿洲      | 其他      | 福岡      | 其他      | 朝鮮      | 臺灣      | 樺太      | 其他      | 無國籍    | 計        | 人口密度 (人/km²) |
| ------------------ | ---------- | --------- | --------- | --------- | --------- | --------- | --------- | --------- | --------- | --------- | --------- | ----------------- |
| 大連民政署         | 418.64     | 383,230   | 809       | 10,297    | 133,279   | 3,406     | 197       | 3         | 884       | 1,065     | 533,170   | 1,274             |
| 旅順民政署         | 614.83     | 126,771   | 209       | 1,020     | 13,463    | 362       | 8         | 0         | 17        | 32        | 141,882   | 231               |
| 金州民政署         | 715.65     | 125,053   | 26        | 179       | 2,066     | 156       | 0         | 0         | 1         | 0         | 127,481   | 178               |
| 普蘭店民政署       | 1,107.68   | 174,131   | 131       | 132       | 1,598     | 217       | 0         | 0         | 7         | 3         | 176,219   | 159               |
| 貔子窩民政署       | 605.65     | 153,521   | 31        | 190       | 1,344     | 243       | 0         | 0         | 0         | 0         | 155,329   | 256               |
| 關東州             | 3,462.45   | 962,706   | 1,206     | 11,818    | 151,750   | 4,384     | 205       | 3         | 909       | 1,100     | 1,134,081 | 328               |
| 南滿洲鐵道附屬地   | 290.30     | 296,079   | 877       | 17,563    | 174,632   | 32,064    | 138       | 92        | 196       | 1,004     | 522,645   | 1,800             |
| 關東州及滿鐵附屬地 | 3,752.75   | 1,258,785 | 2,083     | 29,381    | 326,382   | 36,448    | 343       | 95        | 1,105     | 2,104     | 1,656,726 | 441               |

| 地方               | 人口 (人) | 人口 (人) | 人口 (人) | 人口 (人) | 人口 (人) | 人口 (人) | 人口 (人) | 人口 (人) |
| 地方               | 英國      | 蘇聯      | 美國      | 丹麥      | 德國      | 其他      | 無國籍    | 計        |
| ------------------ | --------- | --------- | --------- | --------- | --------- | --------- | --------- | --------- |
| 大連民政署         | 246       | 138       | 90        | 91        | 68        | 251       | 1,065     | 1,949     |
| 旅順民政署         | 0         | 0         | 5         | 5         | 1         | 6         | 32        | 49        |
| 金州民政署         | 0         | 0         | 0         | 1         | 0         | 0         | 0         | 1         |
| 普蘭店民政署       | 0         | 0         | 0         | 0         | 0         | 7         | 3         | 10        |
| 貔子窩民政署       | 0         | 0         | 0         | 0         | 0         | 0         | 0         | 0         |
| 關東州             | 246       | 138       | 95        | 97        | 69        | 264       | 1,100     | 2,009     |
| 南滿洲鐵道附屬地   | 29        | 35        | 32        | 0         | 14        | 86        | 1,004     | 1,200     |
| 關東州及滿鐵附屬地 | 275       | 173       | 127       | 97        | 83        | 350       | 2,104     | 3,209     |

## 文化
南满洲铁道株式会社控制的媒体有《满洲画报》、《满洲日日新闻》（1927至1935年曾用名《满洲日报》）等；此外还有《大连新闻》（1935年被《满洲日日新闻》合并）等媒体:1317，以及面向中小学生的杂志《新阳》、大连女子商业学校杂志《嫩草》等，内容以宣传“日满亲善”思想为主。
關東州的教育机关，有旅顺工科大学、旅顺高等学校等，详见满洲国及关东州高等教育机关。
1929年时，满铁在关东州已经设立了7座图书馆，其中以满铁大连图书馆最大。该馆从中国各地掠夺搜刮了大量文献资料，截止1937年藏书达到27万余册，其中古籍中文线状18.24万册，外文图书3.04万册（俄文书籍未计入）；1945年藏书达到近40万册，并形成了较为系统的文献资料体系，内容涉及中国东北、蒙古、远东、东南亚和犹太人等范围，为日本侵略者加深对中国的研究提供了帮助。1929年，旅顺图书馆成立，其5万余册的藏书中，俄文资料占很大部分。:260-262
此外，殖民当局发掘了租借地内大量文物和自然标本，并将一部分成果掠夺到日本国内，如唐代鸿胪井刻石、1933年出土的旅顺羊头洼文物。1926年满蒙物资参考馆成立，后改名满洲资源馆（今大连自然博物馆），主要介绍中国东北地区的农产、矿产、畜牧、水产、林产和新兴工业资料。:262-265

### 宗教
1922年颁布的《关东州及南满洲铁道附属地神社规则》和《关东州及南满洲铁道附属地寺院、教会、庙宇和其他传道所规则》，规定了宗教仪式和神职人员职务薪酬等事项，“注重规范化的统一管理”。同时也以各种手段插手、利用和控制宗教事务，并使之为侵略扩张服务。:1318-1319
神道教方面，自1907年大连神社建立后，在沙河口、锦州、普兰店和貔子窝等地也相继建成神社。1920年满洲神职会成立，日本皇室成员也多次来到大连神社致祭。九一八事变后，神社举办各种“祈愿大会”“慰灵大会”“招魂祭”等活动，向士兵发放神牌、守护牌，并组织神职人员开展战场的吊唁。这些神道教活动得到天皇和关东军的表扬。佛教寺院、布教所在关东州共有20座（1933年数据）。而针对基督教，1934至1936年，两所满洲基督教会相继成立，其宗旨是以日本化的基督教取代欧美的基督教。这些宗教团体还兴办了一些社会团体和慈善组织。:1318-1319

## 反抗运动

### 罢工
在日本统治下，工人因工作条件恶劣、工作时间长、薪酬待遇低，而展开反对凌辱打骂、缩短工作时间、提高工资的抗争。1916年12月4日，满铁沙河口铁道工场的工人第一次举行罢工。1918年川崎造船厂大连工场的170名中日工人联合举行罢工要求增加工资，取得胜利。截止1919年，工人发动了30余次罢工。1920年5月满铁因裁员而爆发游行，6月2日转为罢工，机器停止运转，最终有1330名中国员工失业。:266-267
中国共产党成立后，逐渐开始领导租借地的工人运动。1923年二七大罢工后，京汉铁路总工会秘书长李震瀛两次来到大连，整顿沙河口铁道工场华人工学会，使其成为当地的工人阶级组织。他还创立了大连中华印刷职工联合会，宣传革命思想。1925年五卅运动期间，大连市民积极罢课、罢工、罢市，响应声援上海人民的罢工。1926年，中国共产党大连特别支部成立，并领导四二七福岛纺纱厂工人大罢工，开创了中国共产党领导东北地区工人运动的先河。:266-267
尽管1927年到1937年，中国共产党在租借地的组织四次被破坏，但仍然领导地下罢工，罢工中心主要放在满铁和码头。1942年至1943年，日满洲德和纺绩株式会社、满洲制麻株式会社和日本信号会社大连分厂的工人先后因伙食差或遭到日本人凌辱而罢工。此外，大连船渠会社船具职场和旅顺海军修理厂的工人们还以破坏机器、消极怠工或故意生产不合格产品等方式展开破坏斗争。:278-279

### 抗日放火团
1934年夏季，在共产国际和苏联的协助下，大连国际情报组成立，成员有几十人，主要的斗争方式是组织抗日放火团、破坏日本的设施。1938年至1940年间，抗日放火团共放火57次，造成日本直接损失2000余万日元。日本警方借机搜捕超过12万中国平民和外国侨民，3000多名群众遭逮捕，其中近百人遭到拷打后致残、69人被杀害。1940年夏，抗日放火团被日本破坏，100多人遭逮捕，其中12人被判处死刑，多人被判徒刑。:278

## 歷任首長

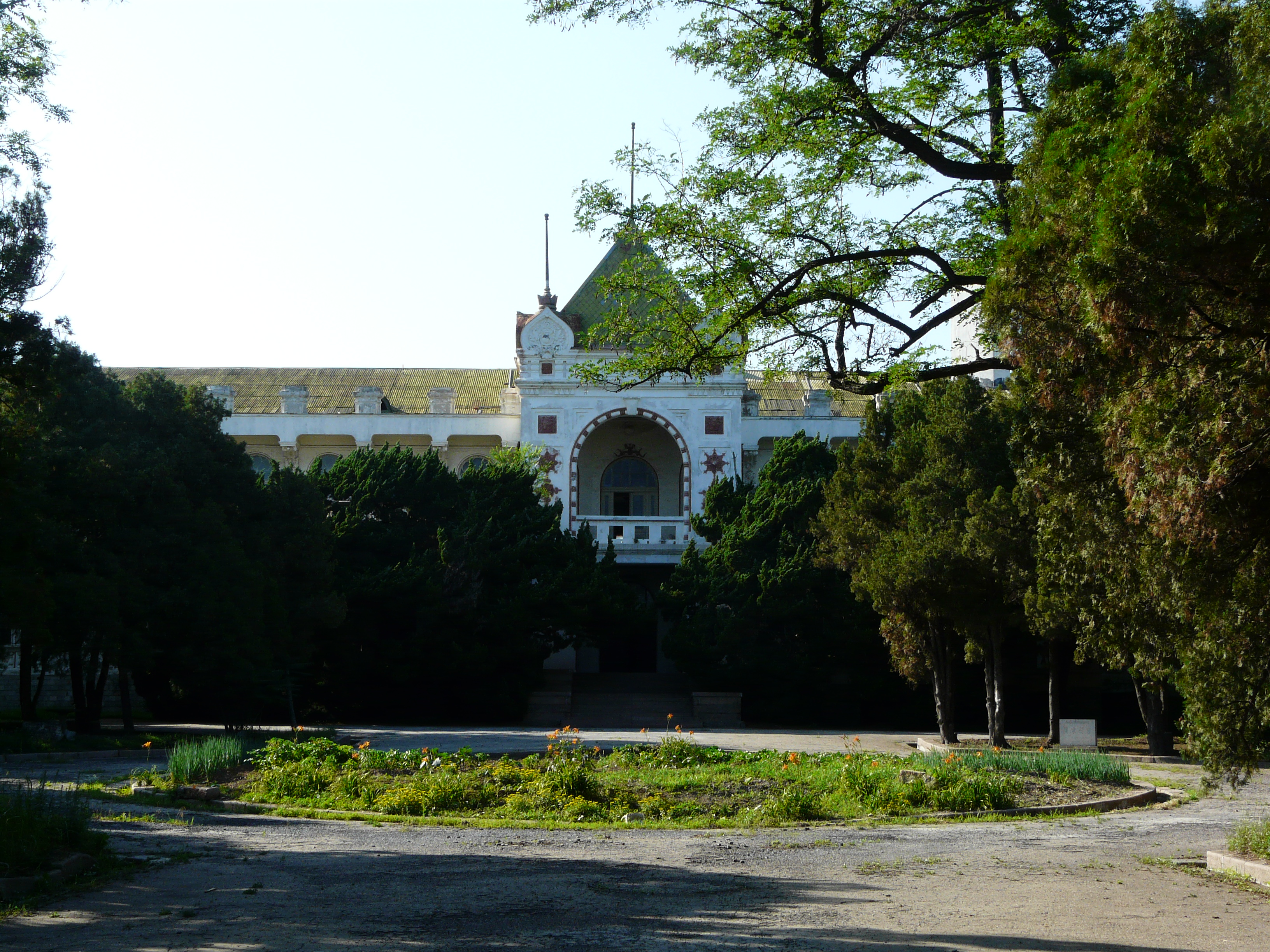
關東都督府→關東廳→關東州廳

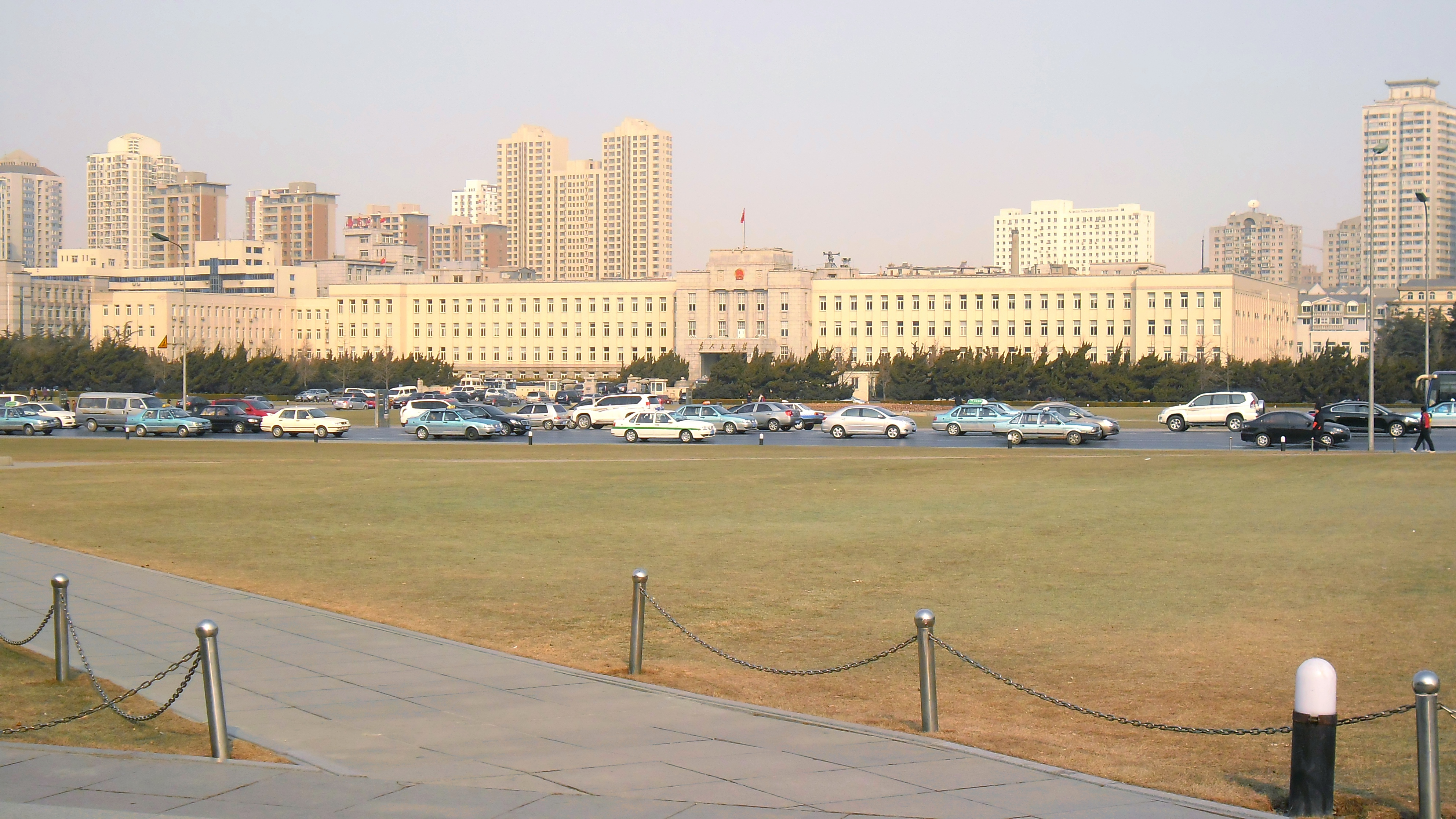
關東州廳（第二代）

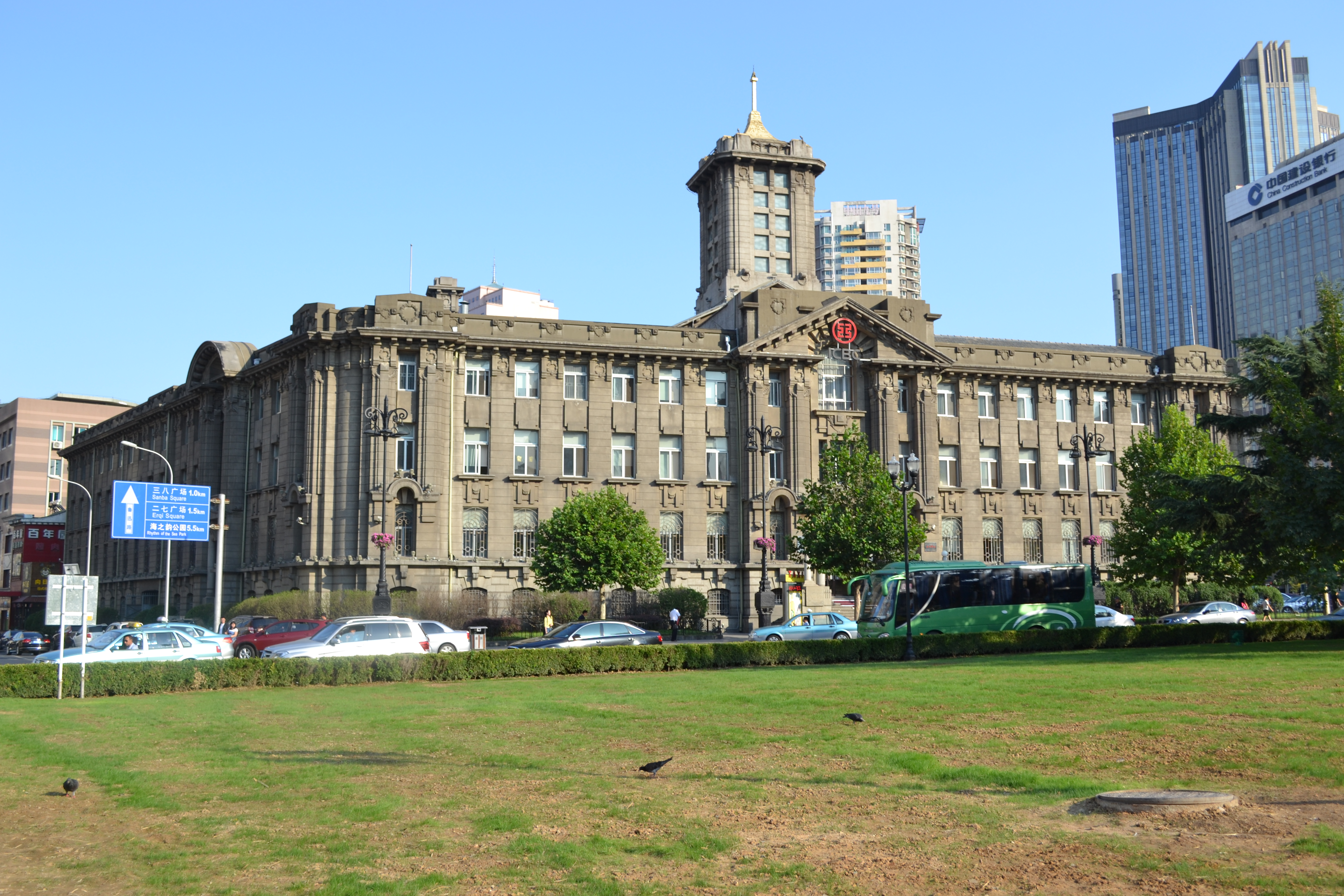
大连市役所

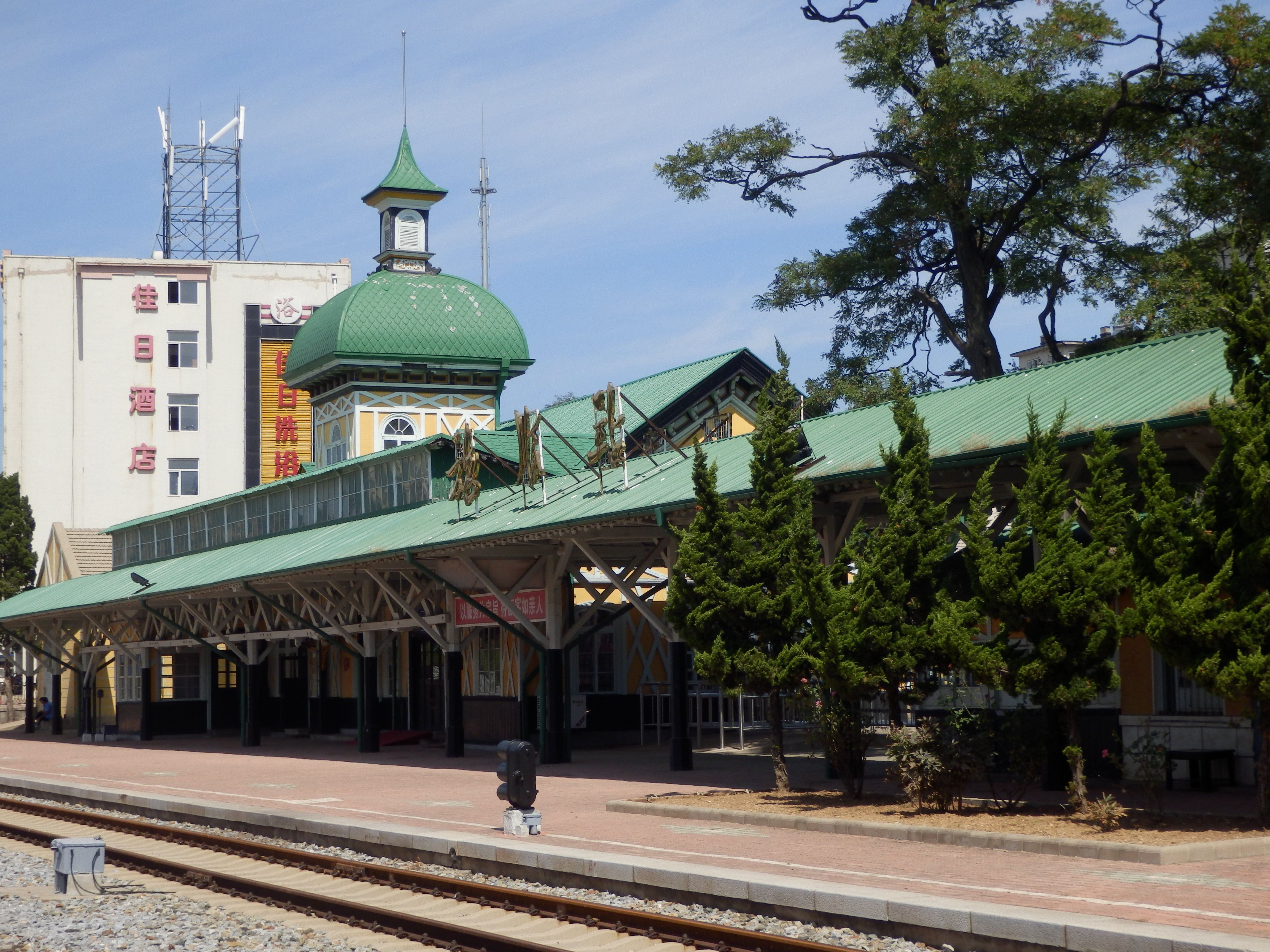
旅順站

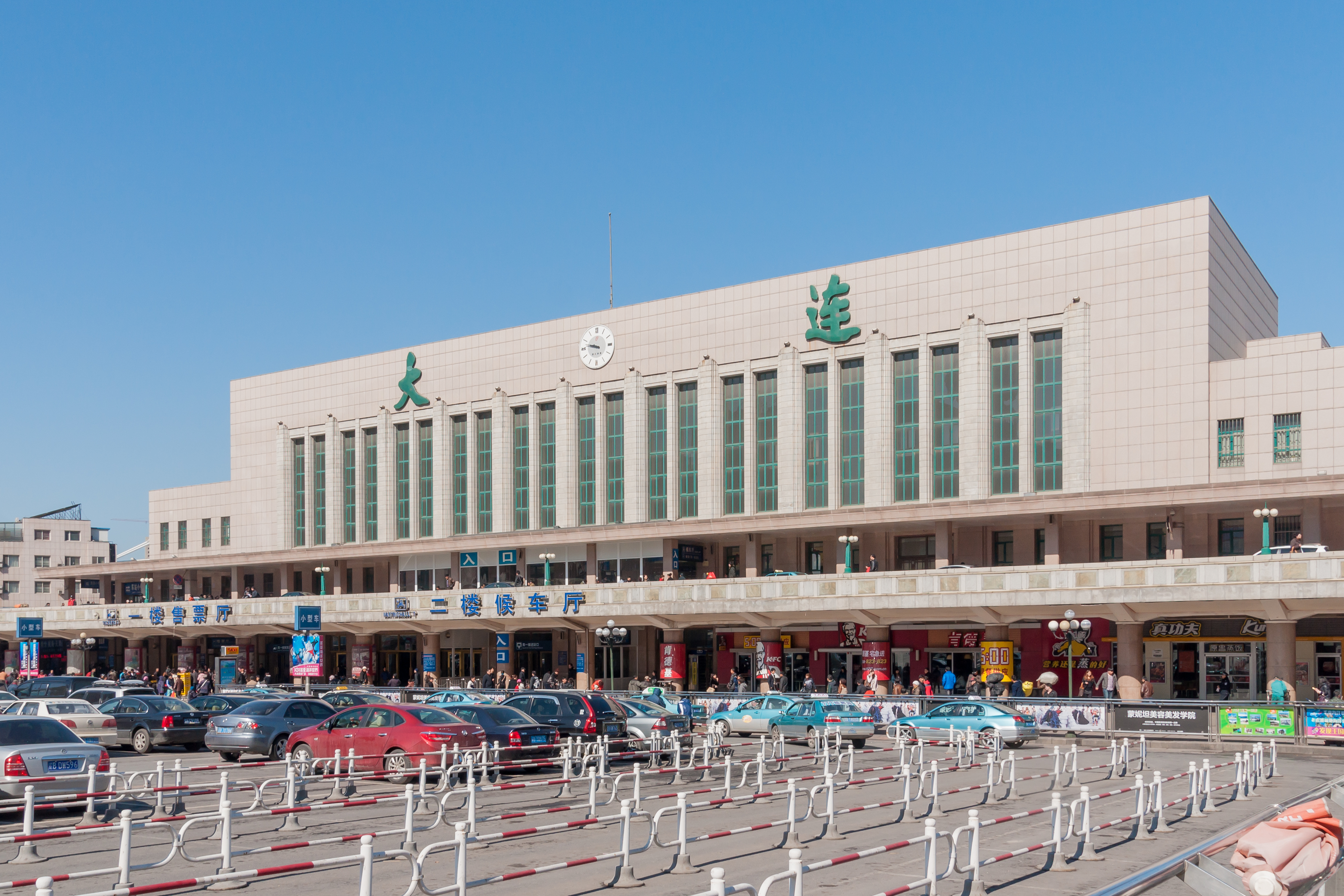
大連站

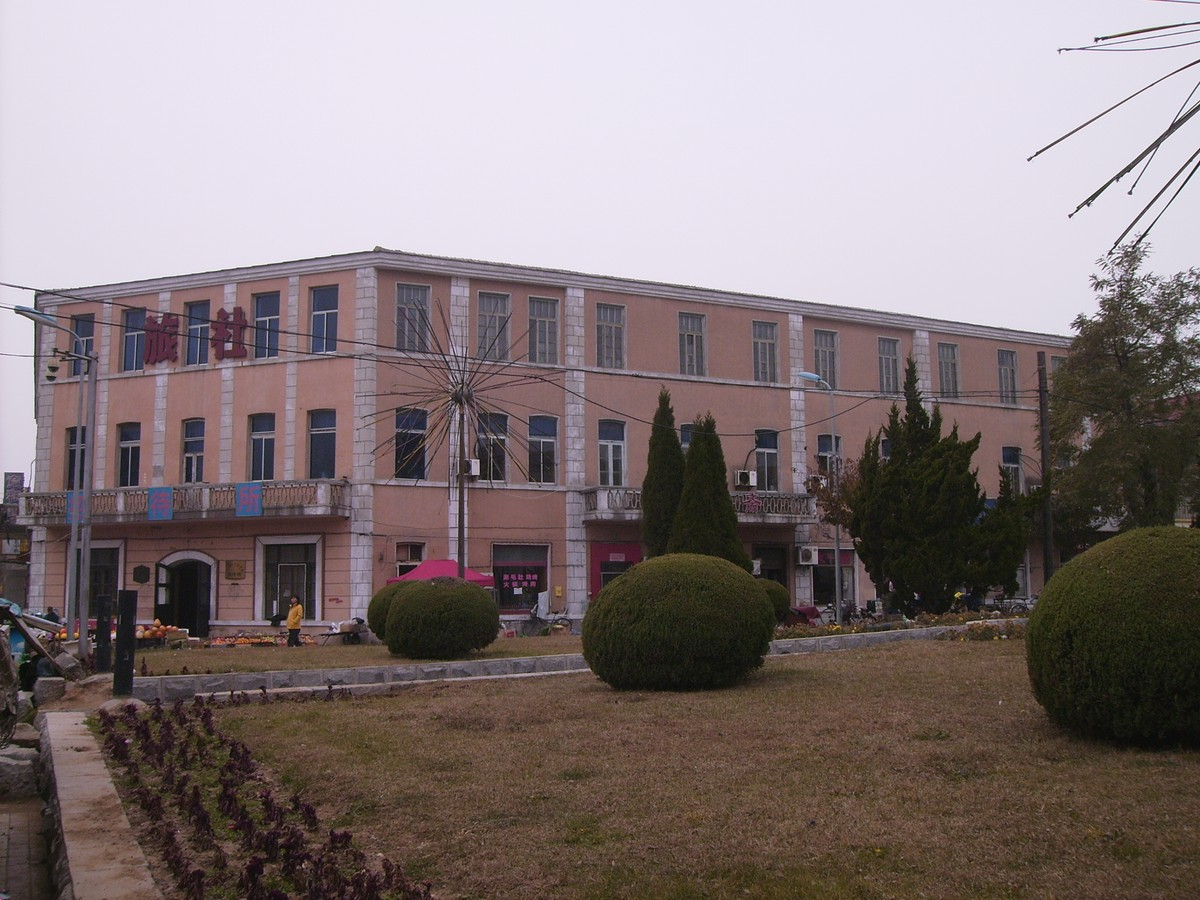
旅順大和旅馆

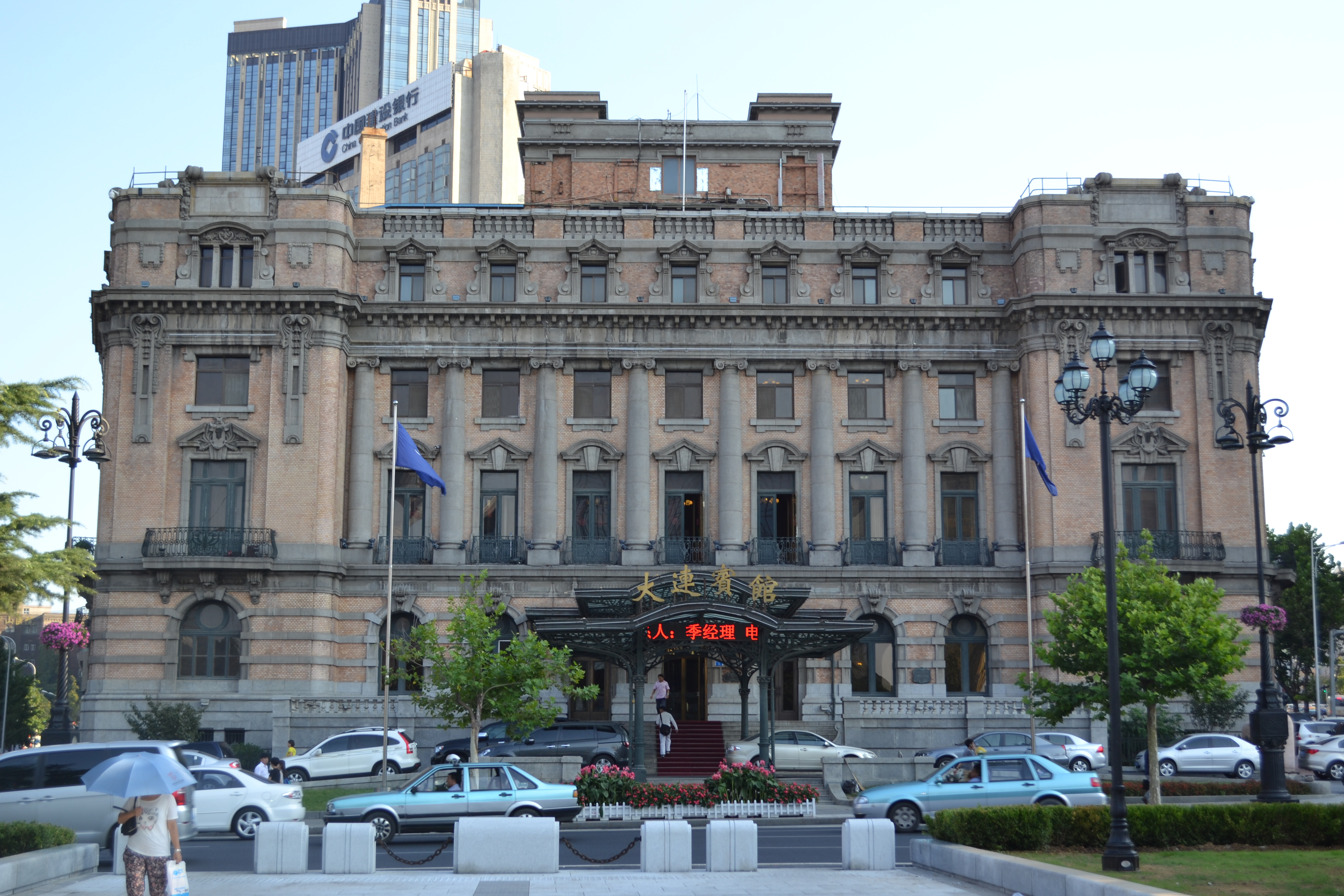
大連大和旅馆

| 任次 | 肖像 | 姓名 (生–卒)           | 在任時間       | 在任時間       | 備註                 |
| ---- | ---- | ---------------------- | -------------- | -------------- | -------------------- |
| 1    |      | 大島義昌 (1850–1926)   | 1905年10月18日 | 1912年4月26日  | 首任關東總督、都督   |
| 2    |      | 福島安正 (1852–1919)   | 1912年4月26日  | 1914年9月15日  |                      |
| 3    |      | 中村覺 (1854–1925)     | 1914年9月15日  | 1917年7月31日  |                      |
| 4    |      | 中村雄次郎 (1852–1928) | 1917年7月31日  | 1919年4月12日  |                      |
| 5    |      | 林權助 (1860–1939)     | 1919年4月12日  | 1920年5月24日  | 首任關東長官         |
| 6    |      | 山縣伊三郎 (1858–1927) | 1920年5月24日  | 1922年9月8日   |                      |
| 7    |      | 伊集院彥吉 (1864–1924) | 1922年9月8日   | 1923年9月19日  |                      |
| 8    |      | 兒玉秀雄 (1876–1947)   | 1923年9月19日  | 1927年12月17日 |                      |
| 9    |      | 木下謙次郎 (1869–1947) | 1927年12月17日 | 1929年8月7日   |                      |
| 10   |      | 太田政弘 (1871–1951)   | 1929年8月7日   | 1931年1月16日  |                      |
| 11   |      | 塚本清治 (1872–1945)   | 1931年1月16日  | 1932年1月11日  |                      |
| 12   |      | 山岡萬之助 (1876–1968) | 1932年1月11日  | 1932年8月8日   |                      |
| 13   |      | 武藤信義 (1868–1933)   | 1932年8月8日   | 1933年7月28日  |                      |
| 14   |      | 菱刈隆 (1871–1952)     | 1933年7月28日  | 1934年12月10日 |                      |
| 15   |      | 南次郎 (1874–1955)     | 1934年12月10日 | 1934年12月26日 |                      |
| 16   |      | 大場鑑次郎 (1888–1980) | 1934年12月26日 | 1935年1月15日  | 首任關東州廳長官     |
| 17   |      | 竹下豐次 (1887–1978)   | 1935年1月15日  | 1936年6月20日  |                      |
| 18   |      | 御影池辰雄 (1892–1969) | 1936年6月20日  | 1937年10月29日 |                      |
| 19   |      | 大津敏男 (1893–1958)   | 1937年10月29日 | 1938年3月28日  | 任內關東州廳遷至大連 |
| 20   |      | 三浦直彥 (1898–1972)   | 1938年3月28日  | 1941年2月8日   |                      |
| 21   |      | 柳井義男 (–)           | 1941年2月8日   | 1944年4月5日   |                      |
| 22   |      | 今吉敏雄 (–)           | 1944年4月5日   | 1945年8月22日  |                      |

### 引用
1. 1 2 3 4 5 6 7  程维荣. . 上海社会科学院出版社. 2012  [2023-03-07]. ISBN 978-7-5520-0113-6.
2. ↑  Coox, Alvin. . Stanford University Press. 1990. ISBN 0804718350.
3. ↑  Low, Morris. . Palgrave MacMillian. 2005. ISBN 1403968322.
4. 1 2  關東局編. . 大連市: 關東局. 1939.
5. 1 2 3  顾明义,方军,马丽芬,王胜利,张庆山,吕林岫 (编). . 沈阳: 辽宁人民出版社. 1999-08: 1317–1319  [2023-03-07]. ISBN 978-7-205-04599-9.
6. ↑  陈彤旭. 沈文娟 , 编. . 北京: 新华出版社. 2014-08: 158–159. ISBN 978-7-5166-1041-1.

### 书籍
- Quigley, Harold S. . Thomson Press. 1932, reprinted 2007. ISBN 140672260X.
- Young, Louise. . University of California Press. 1999. ISBN 0520219341.
- Амбургер, Ерик. . Brill Archive. : 411–412  [2021-11-05]. （原始内容存档于2022-01-19） （德语）.